# Notomulciber sexlineatus
Notomulciber sexlineatus är en skalbaggsart som först beskrevs av Stefan von Breuning 1959.  Notomulciber sexlineatus ingår i släktet Notomulciber och familjen långhorningar. Inga underarter finns listade i Catalogue of Life.